# 三愛電子
三愛電子股份有限公司（英語：Santron），創立於1972年，台灣電子公司，以生產音響設備為主，為台灣第一間生產出電子計算機的企業。隸屬於三德集團，於1994年停業。

## 歷史
創辦人為高和順，以其子高達雄，高琮富，高新平三兄弟名義投資。1972年，溫世仁與林百里在就讀台大電機系研究所時，自行組裝出台灣第一部個人電腦，獲得時任行政院長蔣經國先生頒發的第一屆「青年獎章」。當時高和順么子高琮富正要退伍，家族準備為他投資一間公司。溫世仁之父當時開設水電行，承包三富建設的工程，與高和順家族熟識。高和順之母在看到報紙新聞後，決定投資電子公司，邀請溫世仁與林百里來工作，由高琮富之兄高達雄與高新平負責募資。高達雄邀請其學弟葉國一來負責公司財務，任財務經理，由溫世仁任廠長，林百里為總工程師，創立了三愛電子。
最初以生產音響設備為主，溫世仁與林百里設計出第一款電子計算機。電子計算機推出後銷售狀況極佳，為公司賺入一間新廠房，溫世仁等人主張公司應改以電子資訊設備為主力，而當時董事長高琮富希望繼續以音響設備為主。因為意見不同，1973年4月26日，溫世仁、姚四川、林百里、梁次震、周永嘉與江英村六人離開三愛電子，創辦金寶電子。
1975年，副總經理葉國一離開，另創英業達。
因董事長高琮富投資音響生意生敗，於1994年結束營業。